# Campionato europeo femminile FIRA 1996
Il campionato europeo femminile 1996 (in spagnolo Campeonato de Europa de rugby femenino 1996) fu la 2ª edizione del torneo europeo di rugby a 15 femminile organizzato da FIRA - AER.
Il torneo si tenne in Spagna, a Madrid, dal 10 al 14 aprile 1996, e avrebbe dovuto svolgersi originariamente con la formula dei due gironi e gare di finale stante la composizione a 6 squadre; la defezione improvvisa della Russia, invece, costrinse gli organizzatori a modificare il calendario e la formula in quanto non più in tempo per trovare soluzioni alternative.
Il torneo ripropose la stessa finale dell'edizione precedente a Treviso ma a vincere fu la Francia che batté le spagnole 15-10, tre mete contro una.
L'Italia si impose su Germania e Paesi Bassi nel girone di consolazione per il terzo posto.

## Formula
Originariamente articolato su due gironi, il torneo avrebbe dovuto prevedere la finale per il titolo tra le due squadre prime classificate di ciascun gruppo, per il terzo posto tra le seconde classificate e per il quinto posto tra le due ultime dei gruppi.
La defezione russa, altresì, cambiò la formula: mentre il girone A si svolse regolarmente, quello B, in cui figuravano Italia e Francia, divenne in pratica una gara secca di ammissione alla finale (vinta 57-8 dalle francesi che quindi accedettero direttamente all'ultimo atto.
Le due date in calendario previste per le finali del quinto e terzo posto furono invece utilizzate per gli incontri della perdente del confronto tra Italia e Francia con la seconda e la terza del girone A; la classifica finale tenne conto anche del risultato tra le due squadre di tale girone; le uscenti da tale gruppo di incontri si classificarono dal terzo al quinto posto.
Tutte le gare si tennero nello stadio Nazionale Complutense presso l'omonima università di Madrid.

## Squadre partecipanti

### Girone A
- Germania
- Paesi Bassi
- Spagna

### Girone B
- Francia
- Italia

## Fase a gironi

### Girone A
| Data           | Incontro               | Risultato | Sede   |
| -------------- | ---------------------- | --------- | ------ |
| 10 aprile 1996 | Spagna ― Germania      | 53-0      | Madrid |
| 11 aprile 1996 | Paesi Bassi ― Germania | 29-11     | Madrid |
| 12 aprile 1996 | Spagna ― Paesi Bassi   | 29-0      | Madrid |

### Classifica girone A
|  | Classifica  | G | V | N | P | PF | PS | P±  | PT |
|  | ----------- | - | - | - | - | -- | -- | --- | -- |
|  | Spagna      | 2 | 2 | 0 | 0 | 82 | 0  | +82 | 4  |
|  | Paesi Bassi | 2 | 1 | 0 | 1 | 29 | 40 | -11 | 2  |
|  | Germania    | 2 | 0 | 0 | 2 | 11 | 82 | -71 | 0  |

### Girone B
| Data           | Incontro         | Risultato | Sede   |
| -------------- | ---------------- | --------- | ------ |
| 11 aprile 1996 | Francia ― Italia | 57-6      | Madrid |

### Classifica girone B
|  | Classifica | G | V | N | P | PF | PS | P±  | PT |
|  | ---------- | - | - | - | - | -- | -- | --- | -- |
|  | Francia    | 1 | 1 | 0 | 0 | 57 | 6  | +51 | 2  |
|  | Italia     | 1 | 0 | 0 | 1 | 6  | 57 | -51 | 0  |

## Torneo per il terzo posto
| Data           | Incontro             | Risultato | Sede   |
| -------------- | -------------------- | --------- | ------ |
| 13 aprile 1996 | Italia ― Germania    | 39-0      | Madrid |
| 14 aprile 1996 | Italia ― Paesi Bassi | 11-6      | Madrid |

|    | Classifica  | G | V | N | P | PF | PS | P±  | PT |
| -- | ----------- | - | - | - | - | -- | -- | --- | -- |
| 3. | Italia      | 2 | 2 | 0 | 0 | 50 | 6  | +44 | 4  |
| 4. | Paesi Bassi | 2 | 1 | 0 | 1 | 35 | 22 | +13 | 2  |
| 5. | Germania    | 2 | 0 | 0 | 2 | 11 | 68 | -57 | 0  |

## Finale
| Arbitro: | Salvatore de Falco |

| |              | |
| Basté 59’ | mt           | 32’ Amiel 38’ Lacommére 42’ Sartini |
| Echeguíbel 59’ | tr           | |
| Echeguíbel 23’ | c.p.         | |
| · Jiménez · 60’ Monclús · 12’ Vila · Ros · Echeguíbel · Estevan · Calafat · Alegría · Basté · 35’ Batidor · 33’ Gran · P. López · Valdés · 51’ O. Fernández · Villarroya | Formazioni   | · Quesada · Lacommére · Amiel 69’ · Lafitte · Sartini · Hayraud · Jacquenod · Bertrank · Poupart 60’ · Serres · Lenoir · D. Andréa · García 21’ · Fontaine · Rousel |
| · 12’ Marxuach · 33’ A. Fernández · 35’ De la Lastra · 51’ Muriel · 60’ A. Pérez                                                                                         | Sostituzioni | · Verge 21’ · Gaby 60’ · Paquet 69’ |
| Pablo Tomás García | Allenatori   | |